# Victoire Du Bois

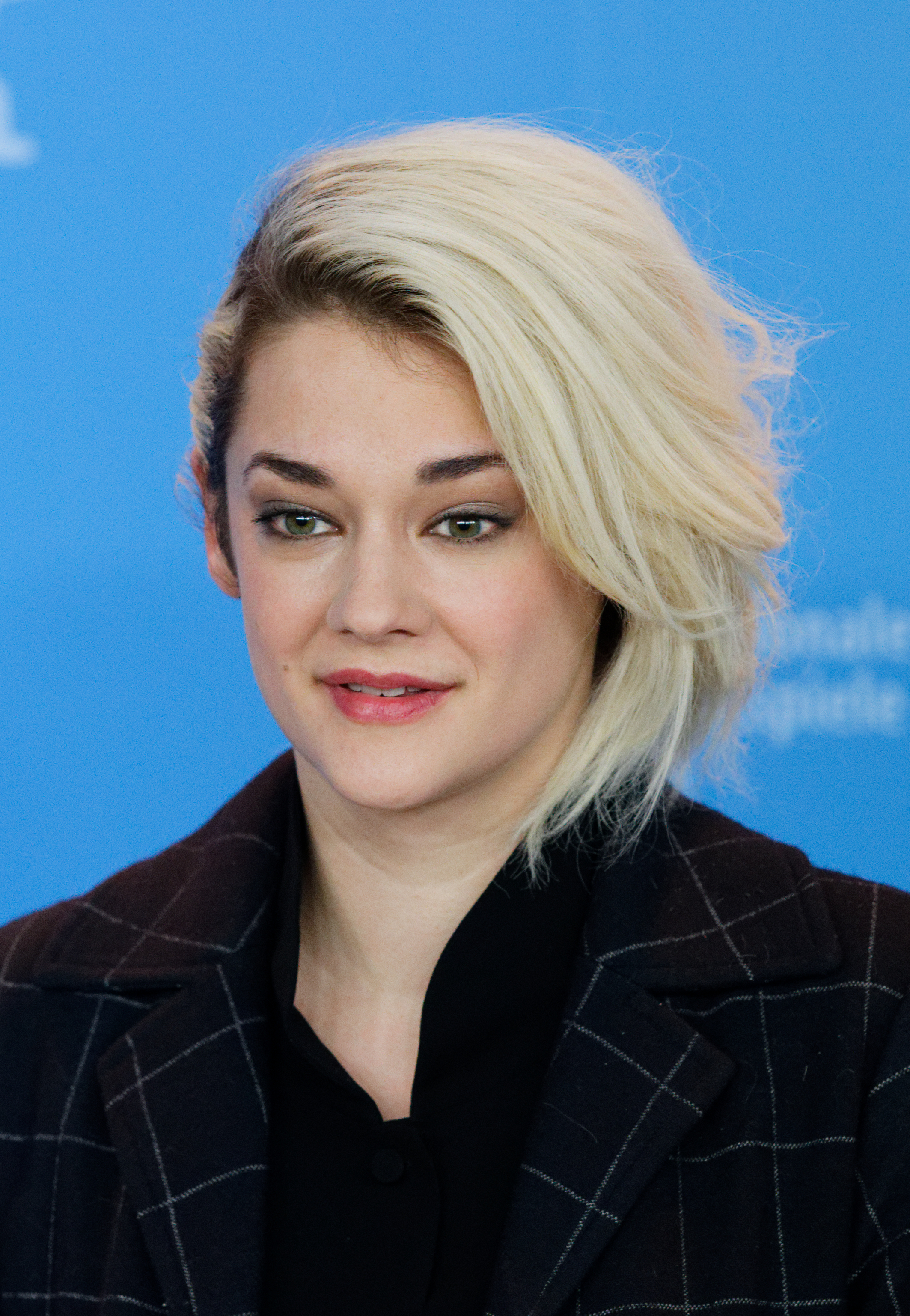
Victoire Du Bois (2017)

Victoire Du Bois (* 1988 oder 1989) ist eine französische Schauspielerin.

## Leben und Karriere
Nach dem Besuch eines Gymnasiums in Nantes absolvierte sie zwischen 2007 und 2012 Ausbildungen an den Pariser Schauspielschulen Ecole du Jeu und Conservatoire national supérieur d’art dramatique. Du Bois war seitdem in einigen Theaterstücken zu sehen.
Ihr Filmdebüt machte sie 2011 unter Regie von Volker Schlöndorff mit einer Nebenrolle in dessen deutsch-französischem Fernsehfilm Das Meer am Morgen. Seitdem hat sie an über einem Dutzend Filmproduktionen mitgewirkt, unter anderem an Guy Maddins Mysteryfilmen The Forbidden Room (2015) und Seances (2016). In Die Frau im Mond war sie 2016 als jüngere Schwester von Marion Cotillard zu sehen, im folgenden Jahr verkörperte sie einen Sommerflirt von Armie Hammer im oscarprämierten Film Call Me by Your Name. Im Jahr 2019 spielte sie die Hauptrolle in der von Netflix produzierten Horrorserie Marianne, die allerdings nach nur einer Staffel wieder eingestellt wurde. In der arte-Serie Die Welt von morgen hatte sie 2022 einen Gastauftritt als Nina Hagen.

## Filmografie (Auswahl)
- 2011: Das Meer am Morgen (La Mer à l’aube)
- 2013: Malavita – The Family (The Family)
- 2015: The Forbidden Room
- 2016: Seances
- 2016: Die Frau im Mond – Erinnerung an die Liebe (Mal de pierres)
- 2017: Call Me by Your Name
- 2017: Nous sommes jeunes et nos jours sont longs
- 2019: Ich habe meinen Körper verloren (J'ai perdu mon corps, Sprechrolle)
- 2019: Marianne (Fernsehserie, 8 Folgen)
- 2019: Oma, Mutter, Kind (Matriochkas, Kurzfilm)
- 2022: November (Novembre)
- 2022: Petites
- 2022: Les survivants
- 2022: Die Welt von morgen (Le monde de demain; Fernsehserie, 1 Folge)
- seit 2023: Aspergirl (Fernsehserie)
- 2024: Becoming Karl Lagerfeld (Miniserie)
- 2025: Nino